# Bachtijor Ichtijarow
Bachtijor Achmedowitsch Ichtijarow (russisch Бахтиёр Ахмедович Ихтияров; usbekisch Бахтиёр Ихтиёров Baxtiyor Ixtiyorov; * 28. März 1940 in Buchara, Usbekische SSR; † 21. November 2021) war ein usbekischer Schauspieler, der seine größten Erfolge während der Zeit der Sowjetunion feierte. Sein Vorname wird auch in der Schreibweise Bachtijar angegeben.

## Leben
Bachtijor Ichtijarow besuchte das Ostrowski-Theaterinstitut in Taschkent. Sein Studium dort schloss er 1963 ab und er begann als Theaterschauspieler in Taschkent zu arbeiten. Er kam schließlich in Kontakt mit dem Regisseur Ali Chamrajew vom Studio Usbekfilm. Ichtijarows erster Film war die Komödie Wo bist Du, meine Sulfija?, die ihn auf Anhieb bekannt machte. Noch 1964 erhielt er die Auszeichnung „Verdienter Künstler der Usbekischen SSR“. In den nächsten Jahrzehnten wirkte Ichtijarow bei einer Vielzahl an Usbekfilm-Produktionen mit, darunter Die siebente Kugel (1972) oder Heißer Sommer in Kabul (1983). 1989 erhielt er den Titel „Volkskünstler der Usbekischen SSR“. Nach dem Zerfall der Sowjetunion hatte Ichtijarow nur noch wenige Filmauftritte.

## Filmografie
- 1964: Wo bist Du, meine Sulfija?
- 1966: Kolokol Sajata
- 1967: Pljus jediniza
- 1969: Das Testament des Waffenschmieds
- 1972: Die siebente Kugel
- Karawan (1973)
- Abu Raihan Beruni (1974, Абу Райхан Беруни)
- Flammende Ufer (1975)
- Vögel unserer Hoffnung (1976)
- Du – mein Lied (1976)
- Schum Bola (1977)
- Regenbogen der sieben Hoffnungen (1981)
- Heißer Sommer in Kabul (1983; Жаркое лето в Кабуле)
- Shikari: The Hunter (1991)
- Kodex moltschnija 2 (1994, Кодекс молчания-2)